# 바우어 (음악가)
바우어(Baauer, 본명: 해리 로드리게스(Harry Rodrigues), 1989년 4월 30일 ~ )는 미국의 일렉트로니카 음악가이다. 13세라는 나이에 하우스 음악과 일렉트로 음악 사이의 장르에서 댄스 음악을 작곡하였던 바우어는 캡틴 해리에서 처음으로 트랙을 선보였고 이는 BBC 라디오 1의 DJ 키시 셀 아웃이 처음으로 곡을 틀기도 하였다. 또한 힙합과 댄스 음악에 많은 영향을 받은 바우어는 니로의 《(Won't You (Be There)》, 프로디지의 《Mindfields》, 플로스트라다무스의 《Roll Up》과 노 다우트의 《Settle Down》 등을 리믹스하기도 하였고 최근에는 《Harlem Shake》라는 곡이 유튜브에서 각종 댄스 동영상을 통해 선풍적인 인기를 이끌었다